# Distrikt Sabandía
Der Distrikt Sabandía liegt in der Provinz Arequipa der Region Arequipa in Südwest-Peru. Der Distrikt wurde am 22. April 1822 gegründet. Er hat eine Fläche von 36,63 km². Beim Zensus 2017 lebten 4368 Einwohner im Distrikt. Im Jahr 1993 lag die Einwohnerzahl bei 2792, im Jahr 2007 bei 3699. Die Distriktverwaltung liegt in der 2390 m hoch gelegenen Kleinstadt Sabandía. Sabandía liegt am südöstlichen Rand des Ballungsraumes der Provinz- und Regionshauptstadt Arequipa knapp 8 km von deren Stadtzentrum entfernt. 

## Geographische Lage
Der Distrikt Sabandía liegt zentral in der Provinz Arequipa. Der Río Socabaya fließt entlang der nördlichen Distriktgrenze nach Westen. Der Distrikt Sabandía liegt am Fuße der westlichen Ausläufer des 26 km weiter östlich gelegenen 5665 m hohen Vulkans Picchu Picchu.
Der Distrikt Sabandía grenzt im Norden an die Distrikte José Luis Bustamante y Rivero, Paucarpata und Chiguata, im Osten und im Süden an den Distrikt Characato sowie im Westen an den Distrikt Socabaya.